# كاتدرائية بازيليك سيدة لا ألتاجراسيا

كاتدرائية بازيليك سيدة لا ألتاجراسيا هي كنيسة رومانية كاثوليكية تقع في جمهورية الدومينيكان. يزور الكنيسة حوالي 800 ألف شخص سنوياً.